# Pau Noguera Ripoll
Pau Noguera Ripoll "Cerol" (Sóller, 1781-1868) va ser un glosador mallorquí.
Pau "Cerol" és un dels grans glosadors mallorquins del segle xix. La seva capacitat d'improvisar i el seu llenguatge falaguer, carregat d'intenció i capaç d'una fina sàtira, el convertiren amb un rival gairebé imbatible en els combats de gloses que se celebraven arreu de l'illa de Mallorca al llarg del segle xix. Moltes de les seves gloses eren autobiogràfiques, de tema humorístic, amorós, elegíac o religiós. Una part de les seves gloses varen ser publicades el 1900 per Josep Rullan i Mir. Va ser molt amic d'Andreu Coll Bernat "Tambor", amb el qual va glosar sovint. Té un carrer dedicat a Sóller.
En una glosa dirigida a Andreu "Tambor", Pau "Cerol" fa referència al propietari de l'orxateria de Can Bartola, dedicat al transport i comerç de neu.
| «                     | Andreu, sa bolla redola de cap a cap des Triquet; enguany puc prendre billet a Sóller i a Bunyola, perquè estic amb en Bartola: a ell sa neu l'agombola i a mi me mata de fred. | » |
| — Pau Noguera "Cerol" | |   |